# Mirošovice (Hrobčice)
Mirošovice (dříve také Mirešovice, německy Miroschowitz) jsou malá vesnice, část obce Hrobčice v okrese Teplice v Ústeckém kraji. Nachází se asi 1,5 kilometru jižně od Hrobčic. Prochází zde silnice II/257. Mirošovice jsou také název katastrálního území o rozloze 3,11 km².

## Historie
První písemná zmínka o Mirošovicích pochází z roku 1207, kdy vesnice patřila oseckému klášteru. Nachází se v listině, kterou papež Inocenc III. klášteru potvrdil desátky z vína.

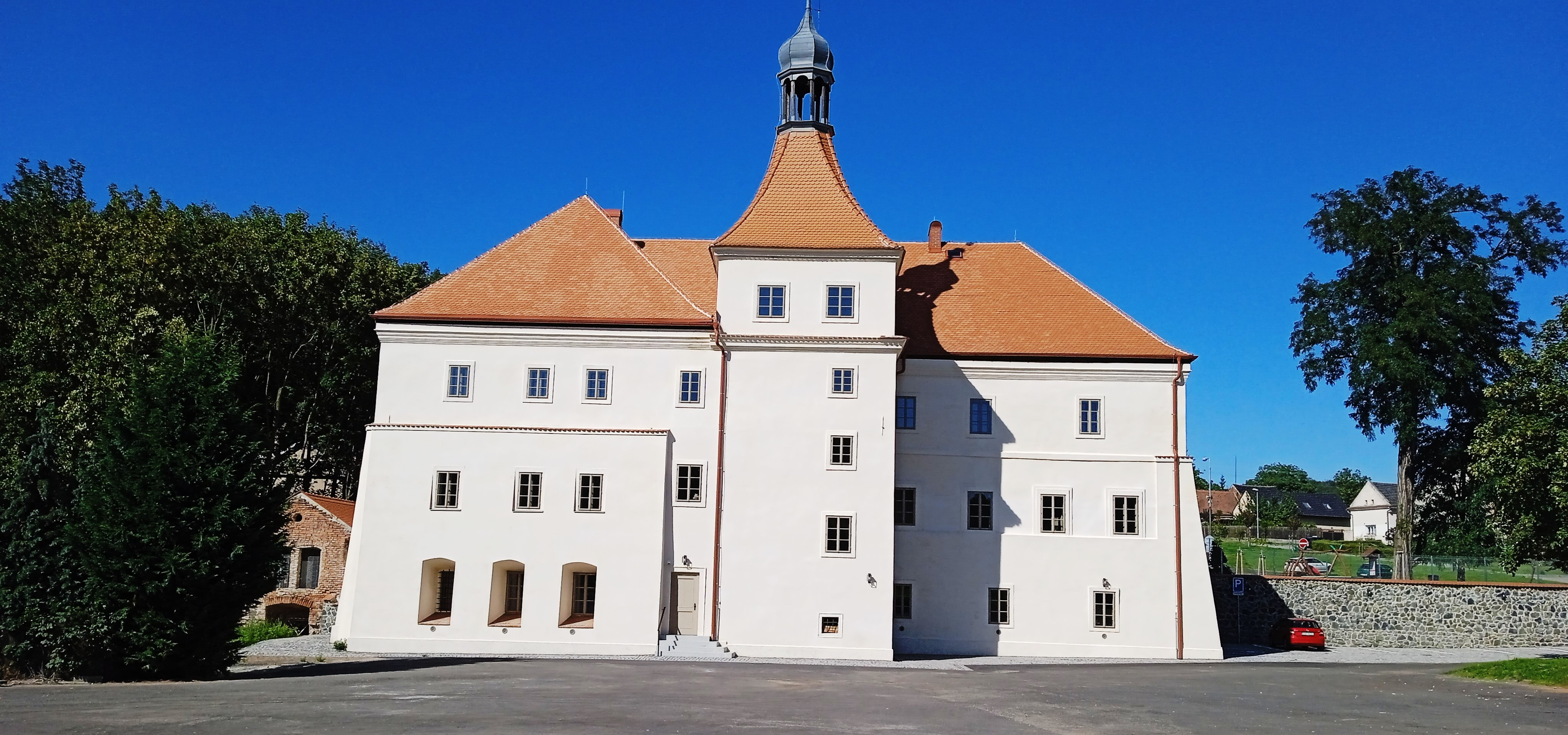
Opravený zámek

Od čtrnáctého století byli majitelé vsi spojeni s držiteli mirošovické tvrze, později přestavěné na zámek. Až do roku 1599 jimi byli Mirošovští z Mirošovic, po nich následovali Kaplířové ze Sulevic, Šternberkové, Martinicové a Ditrichštejnové.
Během třicetileté války vesnice částečně zpustla, ale podle berní ruly z roku 1654 v ní stálo dvanáct obydlených chalupnických usedlostí. Další tři chalupnické a jeden selský statek byly pusté. Roku 1669 vesnici koupili Lobkovicové, kteří ji připojili ke svému bílinskému panství, ke kterému Mirošovice patřily až do zrušení patrimoniální správy.
Jádro vsi tvoří malá náves se zástavbou zemědělských usedlostí. Dominantou návsi je kaple svatého Vavřince a k jihozápadními rohu přiléhá rozlehlý zámecký areál. Menší chalupnické a domkářské usedlosti stojí především podél silnice z Chouče a na úbočí Králičího vrchu. Sídelní strukturu Mirošovic nenarušily demolice ani novostavby, takže si vesnice uchovala charakter typický pro předhůří Českého středohoří.

## Obyvatelstvo
Při sčítání lidu v roce 1921 zde žilo 208 obyvatel (z toho 104 mužů), z nichž bylo 36 Čechoslováků, 169 Němců a tři cizinci. Až na dva evangelíky a deset lidí bez vyznání se ostatní hlásili k římskokatolické církvi. Podle sčítání lidu z roku 1930 měla vesnice 236 obyvatel: 82 Čechoslováků, 149 Němců a pět cizinců. Převažovala římskokatolická většina, ale žilo zde také deset evangelíků, čtyři členové církve československé, tři židé, jeden člen jiných nezjišťovaných církví a jeden člověk bez vyznání.
|                                                                   | 1869 | 1880 | 1890 | 1900 | 1910 | 1921 | 1930 | 1950 | 1961 | 1970 | 1980 | 1991 | 2001 | 2011 | 2021 |
| ----------------------------------------------------------------- | ---- | ---- | ---- | ---- | ---- | ---- | ---- | ---- | ---- | ---- | ---- | ---- | ---- | ---- | ---- |
| Obyvatelé                                                         | 230  | 208  | 212  | 219  | 254  | 208  | 236  | 179  | 169  | 171  | 109  | 113  | 115  | 109  | 118  |
| Domy                                                              | 37   | 41   | 37   | 37   | 38   | 39   | 41   | 44   | .    | 41   | 33   | 41   | 40   | 43   | 44   |
| Počet domů z roku 1961 je zahrnut v domech místní části Hrobčice. |      |      |      |      |      |      |      |      |      |      |      |      |      |      |      |

## Pamětihodnosti

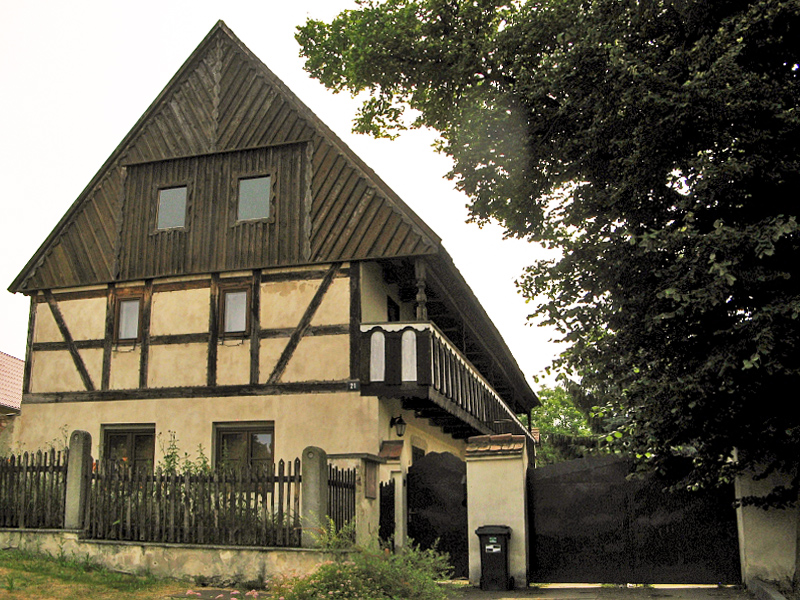
Usedlost čp. 21

- Nad návsí stojí kaple svatého Vavřince[11] postavená majiteli bílinského panství roku 1708. Kaple je jednolodní s odsazeným, polygonálně uzavřeným presbytářem.[12][11]
- V jižní části vesnice stojí hospodářský dvůr s mirošovickým zámkem, který vznikl přestavbou pozdně gotické tvrze z konce 15. století. V 17. století proběhly za Lobkoviců barokní úpravy interiérů. Ve druhé polovině 20. století v areálu hospodařil státní statek a družstvo Jednota. Objekt nebyl udržován, a postupně se dostal do havarijního stavu. [13] V letech 2021–2023 byl zámek opraven.[14]
- Usedlost čp. 21 je památkově chráněný[15] dům na východní straně návsi. Má zděné přízemí a hrázděné patro, podél kterého vede pavlač. Štít kryje lomenice.[5]
- Socha svatého Antonína Poustevníka, umístěná před domem čp. 21 pochází z roku 1716 a jejím autorem byl Jan Adam Dietz.[16]
- Sloup se sousoším Nejsvětější Trojice na návsi pochází z první čtvrtiny osmnáctého století.[5] V roce 2010 byl zrestaurován.